# 圣安东尼奥-达巴拉
圣安东尼奥-达巴拉是巴西戈亚斯州的一个市镇。总面积451.596平方公里，总人口4632人，人口密度10.3人/平方公里。